# Alpine Metal Tech
Alpine Metal Tech (AMT) ist ein österreichischer Hersteller von Maschinen für die Stahl- und Aluminiumindustrie. Es ist eine Tochter der Montana Tech Components AG, die 2006 von Michael Tojner gegründet wurde, um Hidden Champions zu übernehmen.
AMT geht auf die von Global Equity Partners seit 2004 gehaltene MNI-Gruppe zurück, die aus der dänischen Magnemag A/S und der österreichischen Numtec Interstahl GmbH hervorgegangenen ist. 2007 ging sie in den Besitz von Montana Tech Components über.
2012 hat Alpine Metal Tech die Firma Makra, 2013 Knorr und 2014 GeGa übernommen.

## Marken
Unter diesen Marken werden Produkte/Dienstleistungen angeboten:
- Gega, Dillingen/Saar (Brennschneidmaschinen, Flämmanlagen)
- Numtec (Materialverfolgungssysteme)
  - Interstahl (Entgratmaschinen)
- Magnemag, Stenløse (Markierungsmaschinen, z. B. Punch-Marker)
- Amakon, Dillingen/Saar (Walzwerkstechnik)
- Knorr, Kapfenberg (Mess- und Inspektionslinien)
- Makra, Forst (Baden) (Maschinen für die Produktion von Alurädern)
- Simulation, Staffordshire (Brandsimulation)